# José Ramón Sobredo
José Ramón Sobredo y Rioboo, (1909-1990). Gallego de origen, tras ser Oficial de Intendencia de la Armada, ingresó en la carrera diplomática en 1943. En 1948 formó parte de la primera Junta de Investigaciones Atómicas (JIA), más tarde Junta de Energía Nuclear. Era hijo de Luis Sobredo y Corral, fallecido el 16 de abril de 1951. Tenía un hermano, llamado Luis María (1916-1936) y una tía, hermana de su padre, llamada Evangelina (1869-1917).
En la Armada llegaría al grado de coronel (retirado). Como diplomático, tras varios destinos menores, como los consulados españoles en Southampton (Reino Unido) y Filadelfia (EE. UU.), a partir de 1964 desempeñó las embajadas de España en Jordania, Costa Rica, Argelia y la República Popular China. Obtuvo numerosas distinciones.
Fue el padre de la cantante y autora española Cecilia (cantautora), fallecida en 1976, a los 27 años, en un accidente de tráfico.
Tuvo ocho hijos. Su hijo Ramón (1943-1980) fue encontrado muerto en la bañera de su casa de Madrid. Su hijo mayor, Luis María (1942-1981), falleció en marzo de 1981 en Vigo, y su hijo Francisco Javier murió en diciembre de 2006. Su esposa, María Dolores Galanes Saavedra (nacida en el 4 de octubre de 1917 y fallecida el 1 de febrero de 2013 a la edad de 95 años), sobrevivió a cuatro de sus hijos. Tenía una hermana: Purificación.
Falleció en Madrid el 23 de octubre de 1990 a los 81 años de edad.